# Korzybie (Kępice)
Korzybie is een plaats in het Poolse district  Słupski, woiwodschap Pommeren. De plaats maakt deel uit van de gemeente Kępice en telt 919 inwoners. Zollbrück werd in 1871 gesticht als voorwerk en lag tot 1945 in het Duitse Rijk. Na 1945 werd de Duitse bevolking verdreven. Hierna werd de naam van het dorp gewijzigd in Korzybie.

## Geboren in Zollbrück
- Lothar Bisky (1941-2013), Duits parlementslid en partijvoorzitter